# Karl Staffe
Karl Staffe (8. listopadu 1856 Kujavy – 30. března 1935 Kujavy) byl rakouský rolník a politik německé národnosti z Moravy; poslanec Moravského zemského sněmu.

## Biografie
Narodil se roku 1856. Působil jako rolník v Kujavech (Klantendorf). Vychodil národní školu v rodné obci a nižší reálnou školu v Novém Jičíně. V říjnu 1883 převzal otcovo hospodářství. Téhož roku se oženil. V roce 1903 se stal předsedou nově založeného Včelařského spolku pro Fulnek a okolí. Zasedal v obecním výboru, v místní školní radě a dalších místních korporacích a spolcích.
Koncem 19. století se zapojil i do vysoké politiky. V zemských volbách roku 1896 byl zvolen na Moravský zemský sněm, za kurii venkovských obcí, obvod Nový Jičín, Fulnek. V roce 1896 se uvádí jako německý liberál (tzv. Německá pokroková strana, navazující na ústavověrný politický proud s liberální a centralistickou orientací).
S manželkou Theresií, rozenou Paulerovou, měli tři děti, které se dožily dospělosti. Karl Staffe mladší (narozen 1885) převzal rodinné hospodářství. Adolf Staffe (narozen 1888) se stal pedagogem na Vysoké škole zemědělské ve Vídni. Dcera Maria Staffe se narodila roku 1897.
Ve volbách do Říšské rady roku 1907 kandidoval do vídeňského parlamentu jistý Franz Staffe z Klantendorfu (za Německou agrární stranu).